# Đậu móng diều
Spartium junceum là một loài thực vật có hoa trong họ Đậu. Loài này được L. miêu tả khoa học đầu tiên.

## Hình ảnh

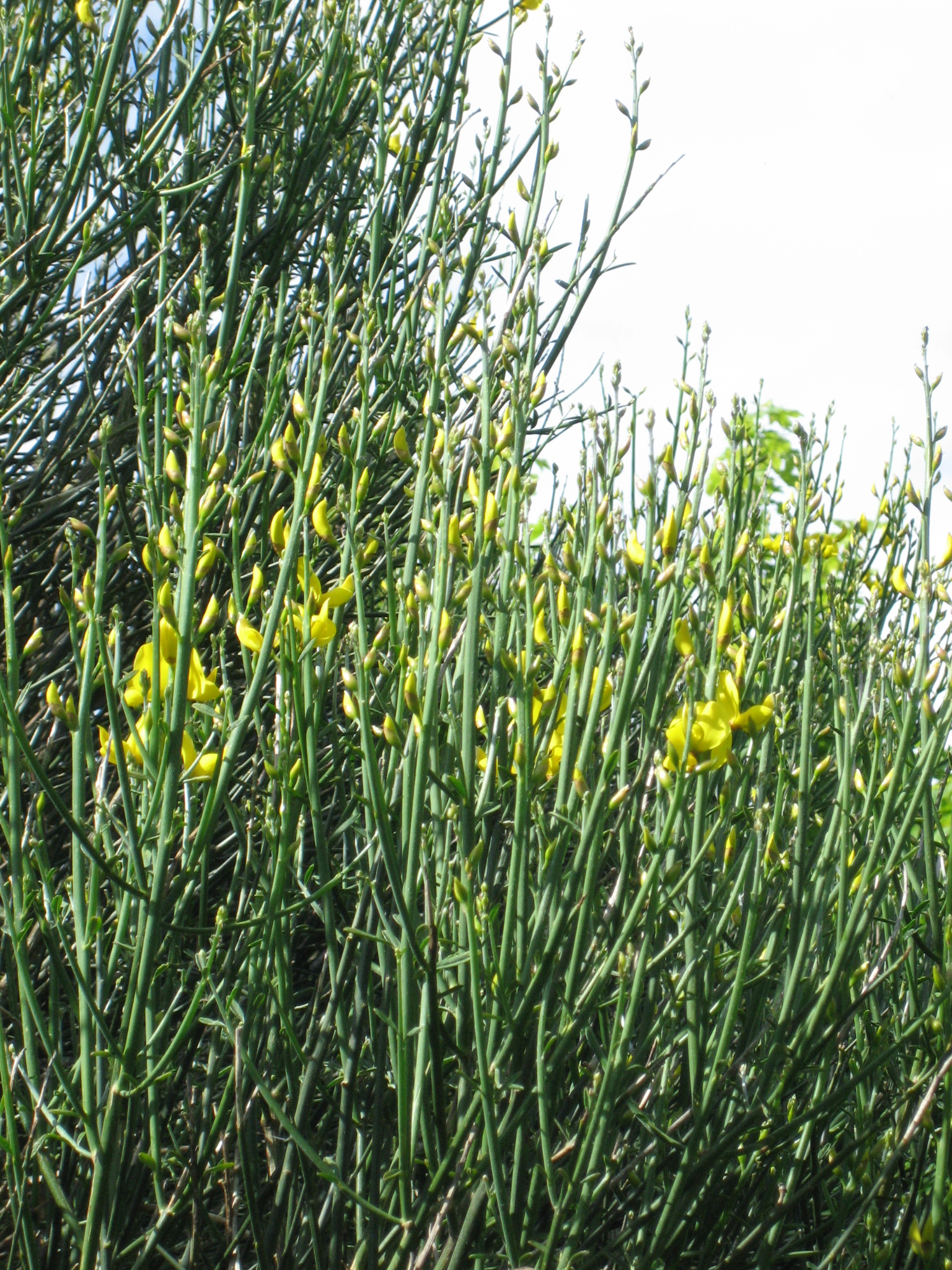
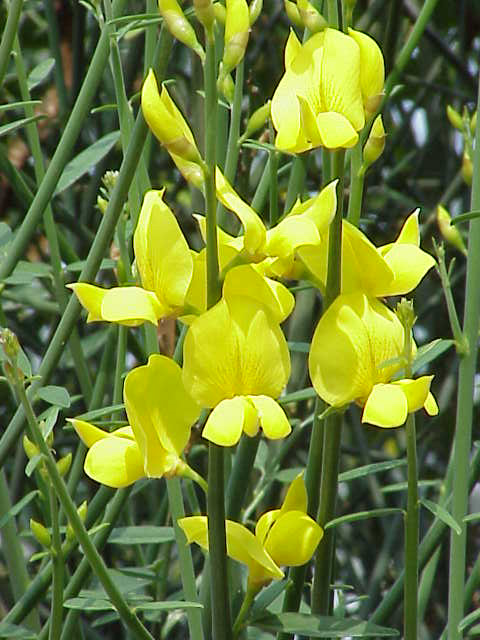
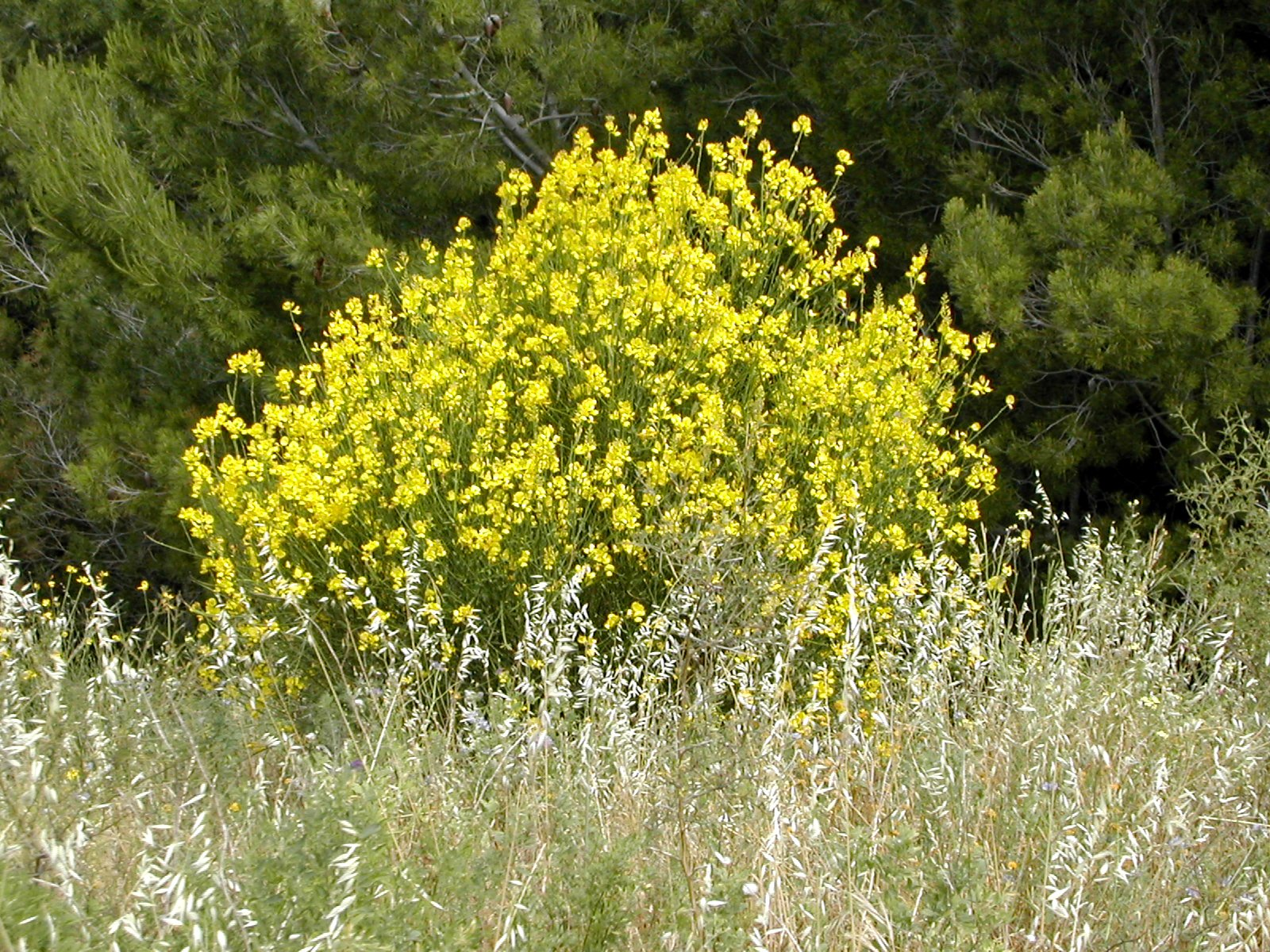